# Isabel de Guevara, señora de Ameyugo
Isabel de Guevara, señora de Ameyugo (c, 1414-1483) fue una dama de la nobleza castellana, que ostentó el señorío de Ameyugo y tuvo la posesión sobre los lugares de Arreo, Tuesta y Tuyo.

## Orígenes familiares
Fue la hija mayor de Pedro Vélez de Guevara, señor de Oñate, y de Constanza de Ayala, señora de Ameyugo, Herramélluri y Tuyo y bisnieta del Canciller de Ayala, así como poseedora de derechos en otros muchos lugares.

## Biografía
Se desconoce su fecha de nacimiento exacto, aunque sabemos que, en 1422, cuando falleció su padre, no alcanzaba la edad de diez años. Contrajo matrimonio con Fernán López de Saldaña, señor de Miranda del Castañar y Contador mayor del rey Juan II.
A la muerte de su madre en torno a 1472, recibió el señorío jurisdiccional sobre Ameyugo, el lugar de Tuyo, y algunos derechos en los lugares de Arreo (40 fanegas de pan anuales) y Tuesta (6 fanegas de trigo anuales).
Este reparto no satisfizo a su hermano Íñigo de Guevara, señor de Oñate y Adelantado de León, quien ansiaba acaparar el conjunto patrimonial de sus progenitores. El resultado fue un litigio entre las partes, que se solventó con el establecimiento de un acuerdo en 1483. En virtud de ello, Isabel de Guevara renunció a la herencia que recibió de su madre, en favor de su hermano, y a cambio de conservar el usufructo vitalicio sobre dichas propiedades. Esta situación de disputa de las herencias de las hijas nobles con sus hermanos mayores, que daba lugar a largos y penosos pleitos, resultaba frecuente en las casas castellanas, como ejemplifica también el caso de las hijas y de la propia María Sarmiento, que pleiteó muy duramente contra su hijo Pedro López de Ayala, el Comunero reclamando derechos jurisdiccionales propios.
El caso de Isabel de Guevara añade una particularidad, y es que, al margen del conflicto con su hermano, también pleiteó con su hija Constanza de Guevara en torno a la herencia de su difunto marido. Su hija la acusó de haber administrado de forma incorrecta el patrimonio de su padre Fernán López de Saldaña, y de haberlo derrochado en perjuicio de sus descendientes. 
Murió en un momento indeterminado entre noviembre y diciembre de 1483. A la muerte de su madre fue entonces su hija Constanza la que tuvo que querellarse contra su tío Íñigo de Guevara, señor de Oñate. De nuevo el conflicto giró en torno a la reclamación de derechos jurisdiccionales propios, ya que el objetivo del pleito era recuperar el patrimonio que su abuela Constanza de Ayala había legado a su madre, especialmente el lugar de Ameyugo.

## Descendencia
De su matrimonio con Fernán López de Saldaña, señor de Miranda del Castañar y Contador mayor del rey Juan II, nacieron un hijo y una hija:
- Pedro Vélez de Guevara, maestresala del rey.
- Constanza de Guevara, dama de la reina Juana y señora de Ameyugo a la muerte de su madre.